# 아츠기 나나미
아츠기 나나미(일본어: 厚木 那奈美 あつぎ ななみ[*], 1997년 10월 11일 ~ )는 일본의 여성 성우 아이돌. 나가노현 출신. Run Girls, Run!의 멤버이다.  81프로듀스, 에이벡스 픽처스 소속.

## 출연작

### TV 애니메이션
- 2017년
  - Wake Up, Girls! 新章 - 아츠기 이츠카

- 2018년
  - 데스마치에서 시작되는 이세계 광상곡 - 마사
  - 키랏토 프리☆찬 - 아오바 린카
  - 만드는 거 너무 좋아! 점토 군과 친구들 - 룬룬, 아기, 캇파 엄마
  - 파스텔 라이프 - 단역 여성
  - 카드파이트!! 뱅가드(2018) - 프로미스 도터

- 2019년
  - 어새신즈 프라이드 - 니체, 프리스
  - KING OF PRISM Shiny Seven Stars - 여자

- 2020년
  - 네코파라 - 여성 해설자

- 2021년
  - 천지창조 디자인부 - 233
  - 프라오레! PRIDE OF ORANGE - 나카야마 리노

### 극장 애니메이션
- 2018년
  - 극장판 프리파라 & 반짝이는 프리채널 반짝반짝☆메모리얼 라이브! - 아오바 린카
  - 너의 췌장을 먹고 싶어(2018) - 안내 음성, 친구, 손님

### 게임
- 2018년
  - 무기여, 작별이다 - 티리아
  - Wake Up, Girls! ~신성의 천사~ - 아츠기 이츠카
  - 키랏토 프리☆찬 - 린카
  - 月煌 -Luster- - 아오츠키, 아니타

- 2020년
  - 22/7 음악의 시간 - 키미지마 나나

- 2021년
  - 블루 아카이브 - 사시로 토모에
  - 퍼즐 걸즈 - 아퀼라